# Frano Missia
Frano Missia (Split, 23. travnja 1924. – Split, 28. ožujka 2018.), hrvatsko-američki akademski slikar.

## Školovanje
Osnovnu školu završio u rodnom gradu Splitu, gdje je započeo gimnazijsko školovanje (Muška realna gimnazija), ali je zbog ratnih okolnosti maturirao u Osijeku. Upisao je studij strojarstva na Tehničkom fakultetu u Zagrebu, gdje je diplomirao 1957. godine te istovremeno studirao kazališnu scenografiju na Kazališnoj akademiji u Zagrebu u klasi prof. Kamila Tompe. 
Studij slikarstva započeo je u Parizu i završio u SAD-u, gdje je diplomirao i slikarstvo i scenografiju na Hunter College, New York pa magistrirao 1973. godine na City University of New York. Na tom je Sveučilištu predavao slikarske predmete od 1974. do 1996. godine te doktorirao 1993. godine na Columbia University s temom iz pedagogije slikarstva (Painting the Nude by Male Artists in Western Art).

## Slikarstvo
Frano Missia je najveći dio života posvetio slikarstvu i slikanju u Hrvatskoj, Francuskoj i SAD-u. Vječiti putnik između Splita, Pariza i New Yorka nosio je sa sobom tragove svih tih ambijenata i njihovih likovnih sredina. U Parizu je radio i izlagao od 1958. do 1968. godine kad odlazi u New York.
Svoje je radove izlagao na mnogobrojnim skupnim i samostalnim izložbama u muzejima i galerijama spomenutih država. U New Yorku se povremeno bavio i kazališnom scenografijom. 
Okušao se u mnogim slikarskim tehnikama (akvarel, tempera, ulje, akrilik, freska, asamblaž, grafika), eksperimentirao s mnogim netipičnim materijama (drvo, tkanina, karton) u različitim dimenzijama, da bi u kiparstvu izrađivao minijaturne ženske aktove u terakoti. 
Motivi njegovih slika najčešće su bili pejzaži dalmatinskih lokaliteta, njujorškog Central Parka, u čijoj je blizini živio, te koloristički pejzaži, ženski aktovi, vedute Splita i Pariza. Mnogi ženski aktovi su apstraktni, a poseban opus su korpulentne sportašice kao i mitološka bića. Dolaskom u New York nastavlja s apstrakcijama, apstraktnim ekspresionizmom, ali i započinje svoj opus grafika.
Slikar Missia često prelazi iz figuralnog slikarstva u apstraktno, istražuje mogućnosti slikarstva materije i enformela, radoznalo pronalazi nove izazove i stvara nova djela, neka sasvim slučajno, a neka razvija vraćajući se istom motivu i po nekoliko puta. 
Radovi Frane Missije nalaze se u nekoliko galerija i muzeja: Muzej grada Splita, Galerija umjetnina Split, Muzej grada Kaštela, Muzej moderne umjetnosti grada Pariza, a najveći broj u privatnim kolekcijama hrvatskih, francuskih i američkih galerista i kolekcionara. 
O njegovom je životu i radu 2019. godine objavljena dvojezična hrvatsko-engleska monografija „Frano Missia – lutajući slikar: kronopis jednoga umjetničkog puta “ (Frano Missia – Itinerant Painter: Chronoscript of an Artistic Journey) autora Dalibora Prančevića.

## Glazba
Odrastao je u bankarskoj obitelji koja je imala i umjetničke sklonosti: majka Marta je pomalo slikala akvarele i pjevala operne arije sa sestrama u tercetu, otac Josip je usavršavao operno pjevanje kod maestra Josipa Hatzea. Frano Missia je svoju prvu glazbenu poduku imao od svoje tete Olge Tresić – Pavičić, profesorice glasovira, pa je tako svirao glasovir, orgulje i saksofon. Osnovao je svoj jazz trio, skladao šlagere i nastupao u prvim jazz orkestrima u Splitu. Od glazbene karijere je odustao nakon što mu je dijagnosticirana plućna infekcija. 

## Ostalo
Posao strojarskog inženjera obavljao je u Francuskoj i Njemačkoj, ali uvijek je uz strojarstvo imao vremena za slikanje tako da su njegove i ostale su u zemljama u kojima je boravio i izlagao svoje slike.  
Svoja inženjerska znanja iskoristio je za konstrukciju i izradu nekoliko brodskih jedrilica koje je napravio u ljetnim mjesecima dok je boravio u Splitu. Rado je plovio u splitskom akvatoriju.
Od malena se bavio sportom – najprije nogometom pa veslanjem, jedrenjem i skijanjem. Njegovi rani slikarski radovi nastali još u dječjoj dobi upravo prikazuju nogometaše u igri. Sport je ujedno bio nadahnuće za slikanje mnogobrojnih korpulentnih sportašica u različitim sportovima (trkačice, biciklistice, tenisačice, veslačice, plivačice, dizačice utega, gimnastičarke, jedriličarke, …).
Volio je putovati, istraživati različite kulture i dobivati nova nadahnuća. Proputovao je stotinjak država skoro na svim kontinentima. Uz materinji hrvatski jezik govorio je engleski, francuski, talijanski, njemački i španjolski jezik.
Grad Split je proglasio Franu Missiju dobitnikom Nagrade Grada Splita za 2013. godinu za postignuća na području likovne umjetnosti.

## Galerija
- Autoportret, Pariz, 1959.
- Paris sous la pluie, Pariz, 1959.
- Printemps, Pariz, 1959.
- Stinice, Split, 1962
- Kolaž na papiru 1, Pariz, 1963.
- Scenografija za predstavu "Tetovirana ruža" Tennesseeja Williamsa - noćno osvjetljenje, New York, 1972.
- Kino oko, Split, 1984.
- Utrka - diptih, Split, 1984. (lijevo)
- Utrka - diptih (Race - Dyptich), Split, 1984. (desno)
- Srce Dalmacije, Split, 2002.
- Bestežinsko stanje - diptih, Split, 1999.
- Sjećanje na Marjan, New York, 2007.
- Bačvice, Katica i ja, Split, 2009.
- Sanjarenje, New York, 2010.
- Zgrčeni ženski akt, Split 2007.

## Vanjske poveznice
- Facebook stranica Frano Missia (od 2022.g.)
- Izložba "Slikarski mozaik: Pariške impresije i drugo", Zagreb, 2020.  Arhivirana inačica izvorne stranice od 14. studenoga 2020. (Wayback Machine)
- Izložba "Frano Missia: Dvojstva", Split, 2019.
- Promocija monografije o Frani Missiji, Split, 2019.  Arhivirana inačica izvorne stranice od 9. studenoga 2020. (Wayback Machine)
- Izložba "AN ARTIST AT MEŠTROVIĆ'S: Frano Missia", Split, 2018.  Arhivirana inačica izvorne stranice od 14. studenoga 2020. (Wayback Machine)
- Izložba "Slike iz škafetina i ostalo", Split, 2015.[neaktivna poveznica]
- Frano Missia - HULU Split